# Aleksandr Abramov
Aleksandr Grigorjevitsj Abramov (Russisch: Александр Григорьевич Абрамов) (Moskou, 20 februari 1959) is een Russische voormalige wetenschapper die een industriële magnaat werd als een van de twee hoofden van Evraz, Ruslands grootste staalproducent. Begin 1998 had hij het grootste staal-en-ijzerimperium in Rusland opgebouwd, dat 125.000 mensen in dienst had en ongeveer 22% van de totale staalproductie van het land beheerste met een jaarlijkse omzet van $20 miljard, waardoor hij algemeen werd beschouwd als een Russische oligarch. Een zakenpartner en bondgenoot van Aleksandr Frolov en Roman Abramovitsj.
Abramov werd in juni 2021 door Forbes op de lijst geplaatst met een geschat netto vermogen van $ 8,0 miljard.

## Trivia
Abramov bezit een 257 foot jacht onder de naam "Titan", met een geschatte waarde van 82 miljoen US dollar. Na het uitbreken van de oorlog in Oekraïne en de daaropvolgende westerse sancties verplaatsten veel Russische miljardairs hun jacht naar de haven van Malé op de Malediven. De eilanden liggen ten zuidwesten van India en hebben geen uitleveringsverdrag met de VS.